# Elsa Piaggio
Elsa Piaggio de Tarelli (Buenos Aires, 14 de agosto de 1906 - Buenos Aires, 11 de enero de 1993) fue una pianista y pedagoga musical argentina.

## Biografía
Elsa era hija de Víctor (o Victorio) Piaggio y Luisa Monti, quienes tuvieron nueve hijos, de los cuales 6 se destacaron en la música: Víctor, Celestino, Leónidas, Amelia, Leonor y Elsa.

Desde los cuatro años, Elsa Piaggio recibió clases de piano de su padre, Víctor Piaggio. Luego estudió con Alberto Williams en el Conservatorio de Música de Buenos Aires y, a partir de 1921, perfeccionó su formación con su hermano Celestino Piaggio. De muy chica fue considerada una "niña prodigio", afirmándose de ella:
De un año a otro se advierten en esta pianista liliputiense, los más sorprendentes progresos de técnica y de interpretación.
Se desempeñó como profesora de piano en el Conservatorio Municipal de Música Manuel de Falla y en el Conservatorio de Música de Buenos Aires.
Su primer concierto público como pianista fue a los nueve años. En 1922 interpretó la obra completa de las Rapsodias húngaras de Franz Liszt, y en 1927 ejecutó las treinta y dos sonatas para piano de Ludwig van Beethoven. Se presentó en instituciones como la Sociedad Nacional de Música, la Asociación Wagneriana, la Asociación Argentina de Conciertos, la Dirección Nacional de Bellas Artes y la Asociación Sinfónica de Buenos Aires, así como en el Teatro SODRE de Montevideo y el Teatro Colón de Buenos Aires. De esta forma se convirtió en una de las pianistas argentinas más importantes de la primera mitad del siglo xx.
Entre sus pocas grabaciones, destaca un álbum con obras para piano de Ernesto Drangosch, Manuel Gómez Carillo y su hermano Celestino Piaggio.
También fue docente en el Conservatorio Municipal de Música "Manuel de Falla" y también en el Conservatorio de Música de Buenos Aires; donde también dieron clases posteriormente dos hijas suyas: Elsa María Luisa y Hebe Susana Tarelli.
Falleció el 11 de enero de 1993 en la ciudad de Buenos Aires.